# Wadi asz-Szurfa
Wadi asz-Szurfa (ar. وادي الشرفاء, fr. Oued Chorfa) – miasto w Algierii, w prowincji Ajn ad-Dafla.